# Ерік Ландрі
Ерік Ландрі (фр. Éric Landry; 20 січня 1975, Гатіно, Квебек) — канадсько-американський професійний хокеїст і тренер, який під час своєї кар'єри гравця виступав зокрема за Калгарі Флеймс та Монреаль Канадієнс в Національної хокейної ліги, в клубах Швейцарської Національної ліги А чемпіонату Швейцарії: «Лозанну», «Базель», «Берн» та ХК Амбрі-Піотта, а також в Росії: Динамо (Москва) та «Атлант».

## Кар'єра
Ерік Ландрі почав свою кар'єру гравця в клубі «Лазер де Сент-Іасент» з міста Сент-Іасент до 1995 року, який виступає в Головній юніорській хокейній лізі Квебеку. З 1995 року по 1997 рік виступає в клубах Американської хокейної ліги «Кейп-Бретон Ойлерс» та «Гамільтон Бульдогс».
20 серпня 1997 року, як вільний агент підписав контракт з «Калгарі Флеймс» НХЛ в якій дебютуєв сезоні 1997/98, де він закинув одну шайбу у дванадцяти матчах. Більшу частина сезону він провів у фарм-клубі «Сент-Джон Флеймс» з АХЛ. 12 липня 1999 року, Еріка обміняли на Фредріка Одуя з Сан-Хосе Шаркс , але він знову грає лише за фарм-клуб. Після закінчення сезону, як вільний агент перейшов в «Монреаль Канадієнс», де відіграв наступні два сезони (провів 53 матчі). Після сезону в «Юта Ґріззліс» (АХЛ) Ерік відправився до Європи, де він грав з 2003 по 2007 у швейцарській Національній лізі А за «Лозанну», «Базель» та «Берн», на початку сезону 2007/08 переїхав до Росії, де виступав за московське «Динамо», з яким він виграв в 2008 році Кубок Шпенглера.
Сезон 2008/09, Ландрі провів в новоствореній Континентальній хокейній лізі в клубі Атлант. Після сезону в КХЛ, нападник повернувся до Швейцарії, де виступав до завершення своєї кар'єри протягом двох сезонів в клубі ХК Амбрі-Піотта.
В сезоні 2012/13 років Ерік Ландрі працював помічником тренера клубу Гатіно Олімпікс Головна юніорська хокейна ліга Квебеку.

## Кар'єра (збірна)
В складі молодіжної збірної США, Ландрі взяв участь у молодіжному чемпіонаті світу в 1998 році, де він зайняв п'яте місце зі своєю командою.

## Нагороди та досягнення
- 2003 Найкращий бомбардир Кубка Шпенглера в складі ХК «Давос».
- 2008 Переможець Кубка Шпенглера в складі «Динамо» (Москва).